# Malik Sealy
Pour les articles homonymes, voir Sealy (homonymie).
Malik Sealy, né le 1er février 1970 dans le Bronx à New York et mort dans un accident de voiture le 20 mai 2000 à St. Louis Park dans le Minnesota (États-Unis), est un joueur américain de basket-ball.

## Biographie
Sealy joua huit saisons en NBA pour les Indiana Pacers, les Los Angeles Clippers, les Detroit Pistons et les Minnesota Timberwolves. Natif du Bronx, New York, il joua en NCAA à l'Université de Saint John et fut sélectionné par les Indiana Pacers au 14e rang de la draft 1992.
Sealy débutait également une carrière d'acteur, ayant le rôle de "Stacey Patton" dans le film Eddie avec Whoopi Goldberg. Il fit aussi des apparitions dans des séries télévisées telles que The Sentinel et Diagnostic : Meurtre.
Sealy s'est tué à St. Louis Park, Minnesota le 20 mai 2000. Il était sur la route, en train de retourner chez lui, après la fête d'anniversaire de son coéquipier Kevin Garnett au centre-ville de Minneapolis, quand son 4x4 fut heurté par un camion roulant en sens inverse sur l'autoroute. L'autre conducteur était ivre et s'en est sorti avec quelques blessures. Il fut condamné à une peine de quatre ans de prison. L'airbag du chauffard se déploya, mais le véhicule de Sealy en était dépourvu.
Le 18 octobre 2006, ESPN indiqua que ce chauffard fut une nouvelle fois condamné pour conduite en état d'ivresse.

## Anecdotes
- Il était designer de sa marque de vêtements "Malik Sealy XXI, Inc.[1]"
- Le père de Sealy était un des gardes du corps de Malcolm X[1] et Sealy fut enterré au même cimetière que Malcolm X.
- Kevin Garnett lui rendit hommage, en écrivant "2MALIK" à l'intérieur de sa chaussure Adidas, la "Garnett 3".
- En son honneur, les Timberwolves du Minnesota ont retiré son maillot numéro 2.
- Afin de lui rendre hommage, Kevin Garnett porta le numéro 2 aux Nets de Brooklyn.